# Семенчук, Евгений Фёдорович
Евгений Фёдорович Семенчук (бел. Яўген Фёдаравіч Семянчук; род. 22 июня 2001, Гродно) — белорусский футболист, защитник клуба «Одра».

## Карьера

### «Спутник» Речица
Воспитанник футбольной академии гродненского «Немана». В начале 2017 года футболист перебрался в структуру минского «Динамо». В сезоне 2019 года футболист стал выступать за дублирующий состав столичного клуба. В феврале 2021 года футболист на правах арендного соглашения присоединился к речицкому «Спутнику». Дебютировал за клуб футболист 16 апреля 2021 года в матче против «Ислочи», выйдя на замену на 64 минуте. Выступал за клуб футболист в роли игрока замены, большую часть сезона проведя на скамейке запасных, результативными действиями не отличившись. В июле 2021 года футболист покинул речицкий клуб, который снялся с розыгрыша чемпионата. Также футболист в скором времени покинул и минское «Динамо».

### «Одра» Бытом-Оджаньски
В начале 2022 года футболист проходил просмотр в гродненском «Немане». Однако позже футболист присоединился к польскому клубу «Буг» из низших дивизионов. В июле 2023 года футболист присоединился к польскому клубу «Одра». Дебютировал за клуб футболист 5 августа 2023 года в матче против клуба ЛКС, выйдя на поле в стартовом составе.

## Международная карьера
В апреле 2017 года футболист получил вызов в юношескую сборную Белоруссии до 16 лет. Дебютировал за сборную футболист 4 апреля 2017 года в матче против сборной Эстонии.